# Yunnanilus jinxiensis
Yunnanilus jinxiensis är en fiskart som beskrevs av Zhu, Du och Chen 2009. Yunnanilus jinxiensis ingår i släktet Yunnanilus och familjen grönlingsfiskar. Inga underarter finns listade i Catalogue of Life.